# Strensall
Strensall är en ort i civil parish Strensall with Towthorpe, i kommunen City of York, i Storbritannien. Den ligger i grevskapet North Yorkshire och riksdelen England, i den centrala delen av landet, 290 km norr om huvudstaden London. Strensall ligger 18 meter över havet och antalet invånare är 5 601.
Strensall var en civil parish fram till 2009 när blev den en del av Strensall with Towthorpe. Civil parish hade 3 815 invånare år 2001. Byn nämndes i Domedagsboken (Domesday Book) år 1086, och kallades då Strenshale.
Terrängen runt Strensall är platt.Runt Strensall är det tätbefolkat, med 659 invånare per kvadratkilometer. Närmaste större samhälle är York, 9,7 km söder om Strensall. Trakten runt Strensall består till största delen av jordbruksmark.